# Silvia Neid
Silvia Edith Maria Neid (Walldürn, 2 de maig de 1964) és una exjugadora i exentrenadora de futbol professional alemanya. És una de les jugadores amb més èxit del futbol alemany, havent guanyat set campionats nacionals i sis Copes Femenines de la DFB. Entre 2005 i 2016, Neid va ser l'entrenadora de la selecció femenina de futbol d'Alemanya. Va ser entrenadora mundial femenina de l'any de la FIFA el 2010, 2013 i 2016.

## Trajectòria
La carrera de Neid com a jugadora va començar a l'SV Schlierstadt, més endavant reanomenat com a Klinge Seckach. Va romandre al club fins al 1983 quan va fitxar per l'SSG Bergisch Gladbach, llavors l'equip dominant del futbol alemany, amb qui guanyar el doblet el 1984, tot i que va passar al TSV Siegen després d'una temporada sense títols el 1985. El club va gaudir dels seus anys més exitosos amb el joc de Neid, guanyant sis lligues i cinc copes. Neid es va retirar després de la temporada 1995-96.
Com a internacional alemanya, Neid va debutar el 10 de novembre de 1982 contra la selecció de Suïssa. En aquest partit va marcar dos gols, el primer dels quals va arribar només un minut després d'haver entrat al terreny de joc. Neid va guanyar l'Eurocopa Femenina de Futbol tres vegades consecutives entre 1989 i 1995, i va arribar a la final de la Copa del Món Femenina de Futbol 1995. El seu darrer partit va ser als Jocs Olímpics d'Estiu de 1996 a Atlanta contra la selecció del Brasil.
Immediatament després de retirar-se del futbol actiu, Neid va ser seleccionadora nacional. Va dirigir l'equip sub-19, que va guanyar el Campionat del Món de 2004.
Neid va exercir com a segona entrenadora de l'equip nacional sènior amb Tina Theune-Meyer, abans de succeir-la el 20 de juny de 2005. Va entrenar l'equip fins a la victòria a la Copa del Món Femenina de Futbol 2007, derrotant el Brasil per 2-0 a la final, i als Jocs Olímpics d'Estiu de 2016. Neid va deixar el càrrec de seleccionadora l'agost de 2016.